# Muncimir de Croacia
Muncimir o Mutimir (en latín: Muncimiro) fue duque (en croata: knez) de Croacia, de la Casa de Trpimirović, entre el 892 y el 910 aproximadamente.

## Al frente del ducado
Muncimir sucedió a Branimir en 892 como duque de Croacia; con él la Casa de Trpimirović recobró la corona ducal croata. Reinó desde Biaći, cerca Trogir, independiente de la autoridad papal y bizantina, en calidad de divino munere Croatorum dux («duque de los Croatas, con la ayuda de Dios»).
Devolvió al arzobispado de Split las tierras que Branimir le había arrebatado para concedérselas al obispado de Nin. La carta en la que refuerza las decisiones paternas acerca de las tierras eclesiásticas deja vislumbrar por primera vez la organización de la corte ducal. También, por primera vez, se menciona la existencia del sello señorial (anulo).
Durante su gobierno, los húngaros estuvieron muy activos en las tierras vecinas al ducado: a finales del siglo IX cruzaron los Cárpatos y penetraron en la llanura panónica. Invadieron el norte de Italia y también vencieron al duque Braslav de Panonia, poniendo en peligro a Croacia. 
Por otro lado, el príncipe Pedro Gojniković de la Casa serbia de Vlastimirović, que había estado exiliado en Croacia, regresó a Rascia y tomó el poder. Desterró a sus primos que aspiraban al trono del gran principado: Pribislav, Bran y Esteban; Muncimir los acogió y amparó.
Lo sucedió Tomislav, primer rey de Croacia. Se ignora si existía parentesco entre Muncimir y Tomislav, aunque probablemente este era hijo de aquel.

## Familia
Muncimir era probablemente el tercer hijo de Trpimir I y hermano de Pedro y Zdeslav, ya que en su carta de 892, cuando ya regía el ducado, Muncimir declaró que recobraba el trono de su padre, que había usurpado Branimir.